# Joe Finley
Joseph Scott Finley (* 29. června 1987 v Edině, Minnesota) je bývalý americký hokejový obránce, který odehrál většinu kariéry v nižších severoamerických ligách.

## Hráčská kariéra
Vysoký obránce měřící přes dva metry, nastupoval v mládí v juniorské soutěžní univerzitní ligy za University of North Dakota, ve které strávil čtyři roky. Ještě před působením v univerzitě hrával za Sioux Falls Stampede. V roce 2003 byl ve WHL soutěži týmem Seattle Thunderbirds, za které však nikdy nenastoupil. V roce 2005 byl vybrán ve vstupním draftu NHL hned v úvodním prvním kole týmem Washington Capitals z 27. místa. Do hlavního kádru Caps neodehrál jediný zápas, během tří let v organizaci působil především na farmách v Hershey Bears (AHL) a South Carolina Stingrays (ECHL). V sezóně 2010/11 se připravoval v South Carolina Stingrays, ale po pár odehraných zápasech se v týmu Hershey Bears zranil obránce Zach Miskovic, kterého nahradil v týmu a získal svůj první bod v AHL. Po uzdravení Miskovice byl poslán zpět do South Carolina Stingrays, kde dohrál sezónu.
18. září 2011 přijal pozvání na kemp ze strany Buffalo Sabres. Zapůsobil natolik, že mu byla nabídnuta smlouvou v AHL k týmu Rochester Americans. V první čtvrtině sezóny vedl v týmu produktivitu pobytu na ledě (+/-). 28. listopadu 2011 se dohodl se Sabres na tříleté smlouvě, která mu umožnila odehrát zápasy v hlavním kádru. Dva dny po podpisu smlouvy odehrál svůj první zápas v NHL, zápas odehrál proti Detroit Red Wings. Stal se tak 475. hráčem, který odehrál zápas v NHL a v minulosti působil v soutěži ECHL. Za Sabres odehrál celkem pět zápasů. Během zkrácené výluky v NHL 2012/13 hrával na farmě v Rochester Americans. 14. ledna 2013 byla udělena výjimka z waivers v podání Finleyho, který byl přesunut do New York Islanders. V Islanders odehrál šestnáct zápasů, ve kterém se dočkal prvního bodů v NHL.
29. července 2014 se dohodl na jednoletém kontraktu s klubem Hamilton Bulldogs. Celou část ročníku 2014/15 strávil pouze v Hamiltonu, v 54 odehraných zápasech přispěl třemi asistencemi a 132 trestných minut. Dále pokračoval v kariéře v AHL, 8. října 2015 podepsal jednoroční smlouvu s Iowa Wild. V Iowe nastřílel pět branek, což se mu ještě v kariéře nepodařilo. Profesionální hokejovou kariéru zakončil třemi sezónami za IFK Helsinky.

## Ocenění a úspěchy
- 2009 WCHA - All-Academic Tým
- 2017 SM-l - Nejtrestanější hráč v playoff

## Prvenství
- Debut v NHL - 2. prosince 2011 (Detroit Red Wings proti Buffalo Sabres)
- První asistence v NHL 7. února 2013 (New York Islanders proti New York Rangers)

## Klubové statistiky
| Sezóna       | Klub                       | Soutěž       |     | Základní část | Základní část | Základní část | Základní část | Základní část |   | Play off | Play off | Play off | Play off | Play off |
| Sezóna       | Klub                       | Soutěž       | Z   | G             | A             | B             | TM            | Z             | G | A        | B        | TM       |          |          |
| 2004/2005    | Sioux Falls Stampede       | USHL         | 55  | 3             | 10            | 13            | 181           | —             | — | —        | —        | —        |          |          |
| 2005/2006    | University of North Dakota | WCHA         | 43  | 0             | 3             | 3             | 96            | —             | — | —        | —        | —        |          |          |
| 2006/2007    | University of North Dakota | WCHA         | 41  | 1             | 6             | 7             | 72            | —             | — | —        | —        | —        |          |          |
| 2007/2008    | University of North Dakota | WCHA         | 43  | 4             | 11            | 15            | 79            | —             | — | —        | —        | —        |          |          |
| 2008/2009    | University of North Dakota | WCHA         | 27  | 2             | 8             | 10            | 56            | —             | — | —        | —        | —        |          |          |
| 2008/2009    | Hershey Bears              | AHL          | 1   | 0             | 0             | 0             | 7             | —             | — | —        | —        | —        |          |          |
| 2009/2010    | South Carolina Stingrays   | ECHL         | 17  | 1             | 3             | 4             | 43            | —             | — | —        | —        | —        |          |          |
| 2010/2011    | Hershey Bears              | AHL          | 7   | 0             | 1             | 1             | 12            | —             | — | —        | —        | —        |          |          |
| 2010/2011    | South Carolina Stingrays   | ECHL         | 26  | 1             | 7             | 8             | 73            | 4             | 0 | 0        | 0        | 10       |          |          |
| 2011/2012    | Rochester Americans        | AHL          | 57  | 1             | 5             | 6             | 143           | 3             | 0 | 0        | 0        | 0        |          |          |
| 2011/2012    | Buffalo Sabres             | NHL          | 5   | 0             | 0             | 0             | 12            | —             | — | —        | —        | —        |          |          |
| 2012/2013    | Rochester Americans        | AHL          | 36  | 1             | 4             | 5             | 81            | —             | — | —        | —        | —        |          |          |
| 2012/2013    | New York Islanders         | NHL          | 16  | 0             | 1             | 1             | 20            | —             | — | —        | —        | —        |          |          |
| 2013/2014    | Bridgeport Sound Tigers    | AHL          | 29  | 0             | 2             | 2             | 50            | —             | — | —        | —        | —        |          |          |
| 2014/2015    | Hamilton Bulldogs          | AHL          | 54  | 0             | 3             | 3             | 132           | —             | — | —        | —        | —        |          |          |
| 2015/2016    | Iowa Wild                  | AHL          | 56  | 5             | 1             | 6             | 92            | —             | — | —        | —        | —        |          |          |
| 2016/2017    | HIFK Hockey                | SM-l         | 46  | 3             | 5             | 8             | 142           | 14            | 0 | 2        | 2        | 55       |          |          |
| 2017/2018    | HIFK Hockey                | SM-l         | 9   | 0             | 0             | 0             | 6             | 1             | 0 | 0        | 0        | 25       |          |          |
| Celkem v AHL | Celkem v AHL               | Celkem v AHL | 240 | 7             | 16            | 23            | 520           | 3             | 0 | 0        | 0        | 0        |          |          |
| Celkem v NHL | Celkem v NHL               | Celkem v NHL | 21  | 0             | 1             | 1             | 32            | —             | — | —        | —        | —        |          |          |